# Deutsche Meisterschaften im Biathlon 2014
Die Deutschen Meisterschaften im Biathlon 2014 fanden vom 4. bis 7. September in der Sparkassenarena Osterzgebirge in Altenberg und vom 11. bis 14. September in der DKB-Ski-Arena und der anliegenden Schießhalle in Oberhof statt.
Titelverteidiger der Pokalwertung waren bei den Herren Arnd Peiffer und bei den Damen Franziska Preuß.
Aufgrund der Witterung (starker Nebel) wurde statt einer Biathlonstaffel eine 3 × 2-km- beziehungsweise 3 × 2,5-km-Langlaufstaffel ausgetragen und statt des Massenstarts der Damen wurde ein Sprint in der Schießhalle ausgetragen. Diese Wettkämpfe gingen nicht in die Pokalwertung ein und gelten auch nicht als Meisterschaftsläufe.

## Zeitplan
| Datum               | Männer | Männer               | Frauen | Frauen                |
| ------------------- | ------ | -------------------- | ------ | --------------------- |
| Altenberg           |        |                      |        |                       |
| 4. September (Do.)  | 10:00  | Training             | 13:00  | Training              |
| 5. September (Fr.)  | 10:00  | Langlauf (15 km)     | 11:30  | Langlauf (10 km)      |
| 6. September (Sa.)  | 11:00  | Sprint (10 km)       | 14:00  | Sprint (7,5 km)       |
| 7. September (So.)  | 11:00  | Verfolgung (12,5 km) | 13:00  | Verfolgung (10 km)    |
| Oberhof             |        |                      |        |                       |
| 11. September (Do.) | 13:00  | Training             | 10:00  | Training              |
| 12. September (Fr.) | 14:00  | Einzel (20 km)       | 11:00  | Einzel (15 km)        |
| 13. September (Sa.) | 14:00  | Staffel (3 × 7,5 km) | 11:00  | Staffel (3 × 6 km)    |
| 14. September (So.) | 14:00  | Massenstart (15 km)  | 11:00  | Massenstart (12,5 km) |

Die Langlaufwettbewerbe am 5. September gehen nicht in die Pokalwertung ein. In diesem Wettbewerb können sowohl Biathleten als auch Langläufer starten.

## Ergebnisse

### Männer

#### Langlauf (15 km)
| Platz | Sportler          | Verein            | Landesverband | Zeit    |
| ----- | ----------------- | ----------------- | ------------- | ------- |
| 1     | Florian Graf      | WSV Eppenschlag   | BSV-B         | 34:22,1 |
| 2     | Arnd Peiffer      | NSV               | NSV           | 34:34,3 |
| 3     | Simon Schempp     | SZ Uhlingen       | SBW           | 34:39,3 |
| 4     | Benedikt Doll     | SC Breitnau       | SBW           | 34:46,8 |
| 5     | Christoph Stephan | WSV Oberhof       | TSV           | 34:52,4 |
| 6     | Johannes Kühn     | WSV Reit im Winkl | BSV-C         | 35:14,7 |
| 7     | Niklas Homberg    | SK Berchtesgaden  | BSV-C         | 35:28,0 |
| 8     | Tobias Herrmann   | SC Gütenbach      | SBW           | 35:50,6 |
| 9     | Philipp Nawrath   | SK Nesselwang     | BSV-A         | 35:52,7 |
| 10    | Matthias Bischl   | SV Söchering      | BSV-W         | 35:52,8 |

#### Sprint (10 km)
| Platz | Sportler         | Verein                   | Landesverband | Schießfehler | Zeit    |
| ----- | ---------------- | ------------------------ | ------------- | ------------ | ------- |
| 1     | Arnd Peiffer     | WSV Clausthal-Zellerfeld | NSV           | 0+0          | 23:27,2 |
| 2     | Erik Lesser      | SV Frankenhain           | TSV           | 0+1          | 24:12,1 |
| 3     | Matthias Bischl  | SV Söchering             | BSV-W         | 1+0          | 24:33,0 |
| 4     | Florian Graf     | WSV Eppenschlag          | BSV-B         | 0+2          | 24:49,9 |
| 5     | Benedikt Doll    | SZ Breitnau              | SBW           | 1+2          | 25:00,1 |
| 6     | Simon Schempp    | SZ Uhlingen              | SBW           | 1+2          | 25:08,0 |
| 7     | Johannes Kühn    | WSV Reit im Winkl        | BSV-C         | 1+3          | 25:29,8 |
| 8     | Alexander Ketzer | SZ Uhlingen              | SBW           | 1+1          | 25:30,3 |
| 9     | Matthias Dorfer  | SV Marzoll               | BSV-C         | 2+1          | 25:30,6 |
| 10    | Andreas Bichler  | SC Wall                  | BSV-O         | 0+1          | 25:44,7 |

#### Verfolgung (12,5 km)
| Platz | Sportler           | Verein                   | Landesverband | Schießfehler | Zeit      |
| ----- | ------------------ | ------------------------ | ------------- | ------------ | --------- |
| 1     | Arnd Peiffer       | WSV Clausthal-Zellerfeld | NSV           | 0+0+1+1      | 56:38,3   |
| 2     | Simon Schempp      | SZ Uhlingen              | SBW           | 0+0+1+1      | 57:41,5   |
| 3     | Erik Lesser        | SV Frankenhain           | TSV           | 0+1+2+2      | 58:00,3   |
| 4     | Matthias Bischl    | SV Söchering             | BSV-W         | 1+1+0+0      | 58:22,6   |
| 5     | Matthias Dorfer    | SV Marzoll               | BSV-C         | 0+0+1+0      | 58:45,5   |
| 6     | Florian Graf       | WSV Eppenschlag          | BSV-B         | 2+2+0+1      | 58:55,3   |
| 7     | Benedikt Doll      | SZ Breitnau              | SBW           | 0+0+4+1      | 58:58,1   |
| 8     | Michael Willeitner | SK Berchtesgaden         | BSV-C         | 2+1+0+0      | 1:00:43,1 |
| 9     | Tobias Hermann     | SC Gütenbach             | SBW           | 1+2+1+1      | 1:00:49,2 |
| 10    | Niklas Homberg     | SK Berchtesgaden         | BSV-C         | 1+1+1+1      | 1:01:02,9 |

#### Einzel (20 km)
| Platz | Sportler           | Verein                          | Landesverband | Schießfehler | Zeit    |
| ----- | ------------------ | ------------------------------- | ------------- | ------------ | ------- |
| 1     | Erik Lesser        | SV Frankenhain / BwO            | TSV           | 0+1+0+2      | 53:58,1 |
| 2     | Simon Schempp      | SZ Uhingen / ZOLL               | SBW           | 2+1+0+1      | 54:27,4 |
| 3     | Michael Willeitner | SK Berchtesgaden / BPOL         | BSV-C         | 1+2+1+0      | 56:17,4 |
| 4     | Christoph Stephan  | WSV Oberhof / BPOL              | TSV           | 1+2+2+0      | 56:26,6 |
| 5     | Benedikt Doll      | SZ Breitnau / BwO               | SBW           | 0+2+0+3      | 56:42,0 |
| 6     | Arnd Peiffer       | WSV Clausthal-Zellerfeld / BPOL | NSV           | 1+1+1+3      | 56:49,2 |
| 7     | Daniel Böhm        | SC Buntenbock / BPOL            | NSV           | 0+1+0+3      | 57:29,6 |
| 8     | Florian Graf       | WSV Eppenschlag / ZOLL          | BSV-B         | 1+0+1+3      | 57:34,0 |
| 9     | Matthias Dorfer    | SV Marzoll / ZOLL               | BSV-C         | 0+1+2+3      | 58:02,5 |
| 10    | Alexander Ketzer   | SZ Uhingen / BwT                | SBW           | 1+3+0+1      | 58:21,7 |

#### Massenstart (15 km)
| Platz | Sportler           | Verein                          | Landesverband | Schießfehler | Zeit    |
| ----- | ------------------ | ------------------------------- | ------------- | ------------ | ------- |
| 1     | Arnd Peiffer       | WSV Clausthal-Zellerfeld / BPOL | NSV           | 0+0+1+2      | 37:49,3 |
| 2     | Simon Schempp      | SZ Uhingen / ZOLL               | SBW           | 1+0+1+2      | 37:52,4 |
| 3     | Florian Graf       | WSV Eppenschlag / ZOLL          | BSV-B         | 2+1+0+1      | 38:16,5 |
| 4     | Christoph Stephan  | WSV Oberhof / BPOL              | TSV           | 0+2+1+0      | 38:28,0 |
| 5     | Matthias Bischl    | SV Söchering / BwB              | BSV-W         | 0+0+2+2      | 38:48,1 |
| 6     | Michael Willeitner | SK Berchtesgaden / BPOL         | BSV-C         | 1+1+1+0      | 38:53,8 |
| 7     | Erik Lesser        | SV Frankenhain / BwO            | TSV           | 0+1+2+3      | 39:03,2 |
| 8     | Benedikt Doll      | SZ Breitnau / BwO               | SBW           | 1+0+1+3      | 39:03,9 |
| 9     | Daniel Böhm        | SC Buntenbock / BPOL            | NSV           | 1+1+1+0      | 39:04,0 |
| 10    | Lukas Rombach      | SC Wehr / BwB                   | SBW           | 0+0+2+1      | 39:06,9 |

#### Langlaufstaffel (3 × 7,5 km)
| Platz | Staffel/Sportler   | Verein                       | Landesverband | Schießfehler | Zeit    |
| ----- | ------------------ | ---------------------------- | ------------- | ------------ | ------- |
| 1     | SBW I              |                              |               |              | 49:46,7 |
|       | Tobias Hermann     | SC Gütenbach / BwB           | SBW           |              | 16:42,0 |
|       | Benedikt Doll      | SZ Breitnau / BwO            | SBW           |              | 16:26,4 |
|       | Simon Schempp      | SZ Uhingen / ZOLL            | SBW           |              | 16:38,3 |
| 2     | BSV I              |                              |               |              | 49:57,3 |
|       | Matthias Dorfer    | SV Marzoll / ZOLL            | BSV           |              | 16:46,7 |
|       | Matthias Bischl    | SV Söchering / BwB           | BSV           |              | 16:23,9 |
|       | Florian Graf       | WSV Eppenschlag / ZOLL       | BSV           |              | 16:46,7 |
| 3     | BSV II             |                              |               |              | 50:04,0 |
|       | Michael Willeitner | SK Berchtesgaden / BPOL      | BSV           |              | 16:32,7 |
|       | Johannes Kühn      | WSV Reit im Winkl / BwB      | BSV           |              | 16:34,3 |
|       | Niklas Homberg     | SK Berchtesgaden / ZOLL      | BSV           |              | 16:57,0 |
| 4     | BSV III            |                              |               |              | 50:27,9 |
|       | Hannes Schandl     | SC Wallgau / BwM             | BSV           |              | 16:39,6 |
|       | Philipp Nawrath    | SK Nesselwang / LpB          | BSV           |              | 16:54,3 |
|       | Andreas Bichler    | SC Wall / BwBg               | BSV           |              | 16:54,0 |
| 5     | SBW II             |                              |               |              | 50:33,9 |
|       | Alexander Ketzer   | SZ Uhingen / BwT             | SBW           |              | 16:41,6 |
|       | Roman Rees         | SV Schauinsland / ZOLL       | SBW           |              | 16:52,7 |
|       | Alexander Kiefer   | SC Schönau-Belchen           | SBW           |              | 16:59,6 |
| 6     | THÜRINGEN I        |                              |               |              | 50:41,1 |
|       | Christoph Stephan  | WSV Oberhof / BPOL           | TSV           |              | 16:32,0 |
|       | Maximilian Janke   | WSV Oberhof / BwO            | TSV           |              | 17:38,4 |
|       | Erik Lesser        | SV Frankenhain / BwO         | TSV           |              | 16:30,7 |
| 7     | THÜRINGEN II       |                              |               |              | 50:57,6 |
|       | Philipp Horn       | SV Frankenhain / BwO         | TSV           |              | 16:33,3 |
|       | Lucas Fratzscher   | WSV Oberhof / BwO            | TSV           |              | 17:00,8 |
|       | Steffen Bartscher  | WSV Oberhof / BwO            | TSV           |              | 17:23,5 |
| 8     | SCHWEIZ I          |                              |               |              | 51:04,7 |
|       | Ivan Joller        | SC Bannalp-Wolfenschiessen   | Swiss-Ski     |              | 17:15,0 |
|       | Benjamin Weger     | SC Obergoms                  | Swiss-Ski     |              | 16:53,9 |
|       | Gaspard Cuenot     | SC La Brévine                | Swiss-Ski     |              | 16:55,8 |
| 9     | SCHWEIZ II         |                              |               |              | 51:30,3 |
|       | Mario Dolder       | SSC Riehen                   | Swiss-Ski     |              | 17:15,2 |
|       | Martin Jäger       | Gardes-Frontière             | Swiss-Ski     |              | 17:08,1 |
|       | Eligius Tambornino | Club da skis Trun            | Swiss-Ski     |              | 17:07,0 |
| 10    | BSV IV             |                              |               |              | 52:52,1 |
|       | Johannes Donhauser | SC Hirschau e. V.            | BSV           |              | 16:38,5 |
|       | Niklas Kellerer    | RSC Sportcamp Kelheim / BwBg | BSV           |              | 17:32,8 |
|       | Sebastian Eisenhut | SC Schliersee / BwM          | BSV           |              | 18:40,8 |

### Frauen

#### Langlauf (10 km)
| Platz | Sportler             | Verein                   | Landesverband | Zeit    |
| ----- | -------------------- | ------------------------ | ------------- | ------- |
| 1     | Franziska Hildebrand | WSV Clausthal-Zellerfeld | NSV           | 26:39,4 |
| 2     | Victoria Carl        | SCM Zella-Mehlis         | TSV           | 26:59,8 |
| 3     | Megan Heinicke       | SSV Altenberg            | SVSAC         | 27:16,6 |
| 4     | Nadine Horchler      | SC Willingen             | HSV           | 27:54,0 |
| 5     | Karolin Horchler     | WSV Clausthal-Zellerfeld | NSV           | 27:59,0 |
| 6     | Miriam Gössner       | SC Garmisch              | BSV-W         | 28:08,7 |
| 7     | Franziska Preuß      | SC Haag                  | BSV-I         | 28:18,6 |
| 8     | Vanessa Hinz         | SC Schliersee            | BSV-O         | 28:20,5 |
| 9     | Luise Kummer         | SV Frankenhain           | TSV           | 28:39,8 |
| 10    | Tina Bachmann        | SG Stahl Schmiedeberg    | SVSAC         | 29:18,8 |

#### Sprint (7,5 km)
| Platz | Sportler              | Verein                            | Landesverband | Schießfehler | Zeit    |
| ----- | --------------------- | --------------------------------- | ------------- | ------------ | ------- |
| 1     | Nadine Horchler       | SC Willingen / BwB                | HSV           | 0 1          | 23:18,7 |
| 2     | Karolin Horchler      | WSV Clausthal-Zellerfeld / BwB    | NSV           | 0 1          | 23:42,5 |
| 3     | Franziska Hildebrand  | WSV Clausthal-Zellerfeld / BwB    | NSV           | 2 1          | 23:50,0 |
| 4     | Tina Bachmann         | SG Stahl Schmiedeberg / BPOL      | SVSAC         | 0 1          | 23:59,3 |
| 5     | Vanessa Hinz          | SC Schliersee / ZOLL              | BSV-O         | 0 0          | 24:11,4 |
| 6     | Marion Deigentesch    | SV Oberteisendorf / ZOLL          | BSV-C         | 1 0          | 24:55,6 |
| 7     | Annika Knoll          | SV Friedenweiler-Rudenberg / ZOLL | SBW           | 1 2          | 25:26,5 |
| 8     | Luise Kummer          | SV Frankenhain / BwO              | TSV           | 2 2          | 25:33,6 |
| 9     | Helene Therese Hendel | WSV Oberhof / Bw Füssen           | TSV           | 2 0          | 25:44,5 |
| 10    | Franziska Preuß       | SC Haag / ZOLL                    | BSV-I         | 3 2          | 25:46,0 |

#### Verfolgung (10 km)
| Platz | Sportler             | Verein                            | Landesverband | Schießfehler | Zeit      |
| ----- | -------------------- | --------------------------------- | ------------- | ------------ | --------- |
| 1     | Franziska Hildebrand | WSV Clausthal-Zellerfeld / BwB    | NSV           | 0 0 1 0      | 55:34,9   |
| 2     | Karolin Horchler     | WSV Clausthal-Zellerfeld / BwB    | NSV           | 0 0 0 0      | 56:21,7   |
| 3     | Nadine Horchler      | SC Willingen / BwB                | HSV           | 1 0 1 1      | 57:41,7   |
| 4     | Marion Deigentesch   | SV Oberteisendorf / ZOLL          | BSV-C         | 0 0 1 1      | 59:39,8   |
| 5     | Luise Kummer         | SV Frankenhain / BwO              | TSV           | 0 0 1 2      | 59:43,5   |
| 6     | Franziska Preuß      | SC Haag / ZOLL                    | BSV-I         | 1 1 1 1      | 59:45,3   |
| 7     | Annika Knoll         | SV Friedenweiler-Rudenberg / ZOLL | SBW           | 1 1 0 0      | 1:00:06,2 |
| 8     | Tina Bachmann        | SG Stahl Schmiedeberg / BPOL      | SVSAC         | 2 1 1 2      | 1:00:19,0 |
| 9     | Marie Heinrich       | Großbreitenbacher SV / SGO        | TSV           | 0 1 1 2      | 1:02:11,6 |
| 10    | Verena Schrötter     | SV Arnbruck / CJD                 | BSV-B         | 0 0 0 1      | 1:03:17,2 |

#### Einzel (15 km)
| Platz | Sportler              | Verein                          | Landesverband | Schießfehler | Zeit    |
| ----- | --------------------- | ------------------------------- | ------------- | ------------ | ------- |
| 1     | Franziska Hildebrand  | WSV Clausthal-Zellerfeld / BwB  | NSV           | 0 2 1 2      | 52:11,7 |
| 2     | Nadine Horchler       | SC Willingen / BwB              | HSV           | 2 2 1 0      | 52:32,5 |
| 3     | Franziska Preuß       | SC Haag / ZOLL                  | BSV-I         | 1 0 1 4      | 53:03,1 |
| 4     | Karolin Horchler      | WSV Clausthal-Zellerfeld / BwB  | NSV           | 0 1 0 4      | 53:32,7 |
| 5     | Vanessa Hinz          | SC Schliersee / ZOLL            | BSV-O         | 0 3 1 2      | 54:11,9 |
| 6     | Tina Bachmann         | SG Stahl Schmiedeberg / BPOL    | SVSAC         | 2 0 2 2      | 55:21,4 |
| 7     | Luise Kummer          | SV Frankenhain / BwO            | TSV           | 1 3 0 4      | 56:23,6 |
| 8     | Helene Therese Hendel | WSV Oberhof / BwO               | TSV           | 1 1 1 2      | 57:07,6 |
| 9     | Carolin Leunig        | WSV Clausthal-Zellerfeld / BPOL | NSV           | 1 2 2 4      | 58:34,4 |
| 10    | Maren Hammerschmidt   | SK Winterberg                   | WSV           | 1 2 1 4      | 58:51,0 |

#### Sprint II (7,5 km)
| Platz | Sportler             | Verein                     | Landesverband | Schießfehler | Zeit    |
| ----- | -------------------- | -------------------------- | ------------- | ------------ | ------- |
| 1     | Franziska Hildebrand | WSV Clausthal-Zellerfeld   | NSV           | 0+1          | 22:06,2 |
| 2     | Nadine Horchler      | SC Willingen               | HSV           | 1+1          | 22:38,2 |
| 3     | Franziska Preuß      | SC Haag                    | BSV-I         | 0+1          | 22:43,5 |
| 4     | Elisa Gasparin       | Bernina Pontresina         | Swiss-Ski     | 0+1          | 22:52,9 |
| 5     | Vanessa Hinz         | SC Schliersee              | BSV-O         | 0+1          | 22:55,6 |
| 6     | Annika Knoll         | SC Friedenweiler-Rudenberg | SBW           | 0+0          | 23:15,6 |
| 7     | Luise Kummer         | SC Frankenhain             | TSV           | 0+1          | 23:38,6 |
| 8     | Karolin Horchler     | WSV Clausthal-Zellerfeld   | NSV           | 0+2          | 23:40,2 |
| 9     | Tina Bachmann        | SG Stahl Schmiedeberg      | SVSAC         | 1+1          | 23:48,9 |
| 10    | Ladina Meier-Ruge    | Schweiz                    | Swiss-Ski     | 1+0          | 23:54,3 |

#### Langlaufstaffel (3 × 6 km)
| Platz | Staffel/Sportler      | Verein                            | Landesverband | Schießfehler | Zeit    |
| ----- | --------------------- | --------------------------------- | ------------- | ------------ | ------- |
| 1     | SCHWEIZ I             |                                   |               |              | 48:14,5 |
|       | Elisa Gasparin        | Bernina Pontresina                | Swiss-Ski     |              | 15:22,3 |
|       | Aita Gasparin         | Bernina Pontresina                | Swiss-Ski     |              | 16:42,6 |
|       | Selina Gasparin       | Bernina Pontresina                | Swiss-Ski     |              | 16:09,6 |
| 2     | NSV                   |                                   |               |              | 48:29,4 |
|       | Franziska Hildebrand  | WSV Clausthal-Zellerfeld / BwB    | NSV           |              | 15:20,1 |
|       | Carolin Leunig        | WSV Clausthal-Zellerfeld / BPOL   | NSV           |              | 16:35,3 |
|       | Karolin Horchler      | WSV Clausthal-Zellerfeld / BwB    | NSV           |              | 16:34,0 |
| 3     | BSV                   |                                   |               |              | 48:44,6 |
|       | Vanessa Hinz          | SC Schliersee / ZOLL              | BSV           |              | 15:47,7 |
|       | Miriam Gössner        | SC Garmisch / ZOLL                | BSV           |              | 17:01,8 |
|       | Franziska Preuß       | SC Haag / ZOLL                    | BSV           |              | 15:55,1 |
| 4     | TSV II                |                                   |               |              | 48:53,0 |
|       | Helene Therese Hendel | WSV Oberhof / BwO                 | TSV           |              | 16:13,2 |
|       | Victoria Carl         | SCM Zella-Mehlis / BwO            | TSV           |              | 15:28,3 |
|       | Sabrina Kahl          | Großbreitenbacher SV / BwO        | TSV           |              | 17:11,5 |
| 5     | TSV I                 |                                   |               |              | 50:20,9 |
|       | Luise Kummer          | SV Frankenhain / BwO              | TSV           |              | 16:16,4 |
|       | Marie Heinrich        | Großbreitenbacher SV / SGO        | TSV           |              | 16:34,1 |
|       | Laura Hengelhaupt     | SCM Zella-Mehlis / BwO            | TSV           |              | 17:30,4 |
| 6     | SVSAC / TSV           |                                   |               |              | 50:45,1 |
|       | Tina Bachmann         | SG Stahl Schmiedeberg / BPOL      | SVSAC         |              | 15:48,4 |
|       | Anna Siemoneit        | SSV Altenberg / BwFb              | SVSAC         |              | 17:05,3 |
|       | Theresa Straßberger   | WSV Oberhof / SGO                 | TSV           |              | 17:51,4 |
| 7     | SCHWEIZ / TSV         |                                   |               |              | 51:08,0 |
|       | Flurina Volken        | SC Obergoms                       | Swiss-Ski     |              | 16:15,0 |
|       | Ladina Meier-Ruge     | SC Obergoms                       | Swiss-Ski     |              | 16:21,6 |
|       | Wiebke Fickenscher    | Großbreitenbacher SV / SGO        | TSV           |              | 18:31,4 |
| 8     | SBW                   |                                   |               |              | 52:04,6 |
|       | Annika Knoll          | SV Friedenweiler-Rudenberg / ZOLL | SBW           |              | 16:09,5 |
|       | Janina Hettich        | SC Schönwald / SKIF               | SBW           |              | 17:37,2 |
|       | Christin Maier        | SC Urach / SKIF                   | SBW           |              | 18:17,9 |